# Stichaeus punctatus
Stichaeus punctatus är en fiskart som först beskrevs av Fabricius, 1780.  Stichaeus punctatus ingår i släktet Stichaeus och familjen taggryggade fiskar.

## Underarter
Arten delas in i följande underarter:
- S. p. punctatus
- S. p. pulcherrimus